# Đỗ Quang Em
Pour les articles homonymes, voir Em.
Đỗ Quang Em ( Ninh Thuận, 1942 - 3 août 2021) est un peintre vietnamien. 
Il est diplômé du Collège des beaux-arts de Gia Định ( Cao Đẳng Mỹ Thuật Gia Định ) en 1965. Avec des artistes de sa génération, tels que Đỗ Thị Ninh (1947-), il fait partie de la génération de peintres qui ont émergé au début des années 1980 et qui se sont rebellés contre les traditions de l'EBAI français et par la suite des écoles socialistes d'art vietnamien. Il a été envoyé pendant une période dans un camp de rééducation . Depuis 1994, Em expose principalement à Hong Kong et à l'étranger et certaines de ses toiles ont été acquises par Bill Clinton. 